# Ex contractu
Ex contractu (deutsch: aus Vertrag, vertraglich von lat. contractus, Vertrag) bezeichnet Ansprüche, die auf vertraglicher Grundlage beruhen. 
In Abgrenzung zu ex contractu stehen dogmatisch die deliktischen Schadenersatzansprüche aus unerlaubter Handlung (zum Beispiel § 823 ff. BGB) oder die lediglich vertragsähnlichen Ansprüche etwa aus Geschäftsführung ohne Auftrag (§ 677 ff. BGB) beziehungsweise aus culpa in contrahendo (§ 311 Abs. 2, § 280 Abs. 1 § 241 Abs. 2 BGB).
Die gebräuchlichste Verwendung steht allerdings im Zusammenhang mit der Erfüllungsersatzfunktion des vertraglichen Schadenersatzanspruchs. Im Englischen hat sich auch die "action ex contractu" als "vertragliche Schadenersatzklage" etabliert.